# أندامان الشمالية والوسطى
أندامان الشمالية والوسطى هي واحدة من 3 مقاطعات جزر أندمان ونيكوبار التابعة للهند وألتي تقع في خليج البنغال، مدينة مايابوندر في مركز المقاطعة.